# Kostel Nejsvětější Panny Marie Pomocné (Laliki–Pochodzita)
Kostel Nejsvětější Panny Marie Pomocné (polsky: Kościół Najświętszej Maryi Panny Nieustającej Pomocy) je dřevěný římskokatolický filiální kostel v obci Laliki–Pochodzita v gmině Milówka v okrese Żywiec ve Slezském vojvodství v Polsku a náleží farnosti Seslání Ducha svatého v Lalikách děkanátu Milówka. Dřevěný kostel z roku 1947 je v seznamu kulturních památek Slezského vojvodství pod číslem A–559/2019 z 14. října 2019 a je součástí Stezky dřevěné architektury ve Slezském vojvodství. Je příkladem horalské lidové tvorby.

## Historie
Do roku 1948 území současné vesnice Laliki byla součástí obce Szare také známé jako Szare Gronie. Kolem roku 1890 v její části nazývané Pochodzita, na místě nynějšího kostela, byla postavena první dřevěná kaple se zvonicí, která byla nahrazena novou v roce 1917. V období druhé světové války shořela. Třetí kaple byla postavena v roce 1947. Do kaple přicházel co dva týdny kněz z farnosti Milówka. V roce 196 byla kaple rozšířená a přestavěna do současné podoby.V roce 1989 byla v obci Laliki ustanovena římskokatolická farnost Seslání Ducha svatého a kostel Panny Marie Pomocné se stal její filií.

## Architektura

### Exteriér
Kostel je dřevěná roubená trojlodní stavba na kamenné podezdívce s nevýrazně vyděleným kněžištěm. Stěny a sedlová střecha jsou pokryty šindelem. Na východní straně střechy je kvadratická věž s malým zvonem. Před vchodem do kostela je prosklená předsíň.

### Interiér
Loď má plochý strop. V roce 1965 byly přistavěny boční lodě, které jsou propojeny s hlavní lodí arkádami. Všechny stěny a strop jsou vyzdobeny rytinami místními lidovými umělci jako je Jan Krężelok z Koniakova a Jan Porębski z Lalik. Rytiny jsou provedeny pomocí nože a hřebíků. Mezi scénami je vyobrazení: Dílo Stvoření, Biblické oběti, Oběti současného lidu, Tajemství Svatého růžence, Matku Boží Pomocnou a mnoha svatých. Vedle hlavního oltáře na epištolní straně jsou mechanické hodiny s betlémem.